# Wolf Point, Montana
Wolf Point är administrativ huvudort i Roosevelt County i Montana. Countyt grundades år 1919 och Wolf Point utsågs till dess huvudort.

## Kända personer från Wolf Point
- Ted Schwinden, politiker